# José Luis Doreste
José Luis Doreste Blanco (ur. 18 września 1956 w Las Palmas de Gran Canaria) – hiszpański żeglarz sportowy, złoty medalista olimpijski z Seulu.
Brał udział w pięciu igrzyskach (IO 76, IO 80, IO 84, IO 88, IO 96). W 1988 zwyciężył w klasie Finn. W Finnie był złotym medalistą mistrzostw świata w 1987, srebrnym w 1977 i brązowym w 1986. Z sukcesami startował również w klasie Star, w 1982 i 1983 zdobywając tytuły mistrza świata. Partnerował mu wówczas Antonio Gorostegui.
Olimpijczykami byli również jego krewni Gustavo, Luis (dwukrotny medalista olimpijski) oraz Manuel. 